# The Rolling Stones
The Rolling Stones [ðɘ rɘʊlɪŋ stɘʊnz] – brytyjski zespół rockowy, założony 12 lipca 1962 w Londynie. Czwarty zespół rockowy z największą liczbą sprzedanych wydawnictw muzycznych w historii – szacuje się, że sprzedali ok. 250 milionów egzemplarzy swoich płyt na całym świecie.

## Historia

### Powstanie i ugruntowanie zespołu
W maju 1962 gitarzysta bluesowy Brian Jones zamieścił ogłoszenie w czasopiśmie muzycznym („Jazz News” lub “Melody Maker”), że poszukuje muzyków do nowo powstającego zespołu. Jako pierwszy na anons odpowiedział pianista Ian Stewart, który po próbie w klubie White Bear został przyjęty do składu. Wkrótce do zespołu dołączyli także gitarzysta Geoff Bradford i Brian Knight, który grał na harmonijce. Propozycję zostania wokalistą odrzucił Paul Jones, który uznał śpiewanie w bluesowym zespole za niewystarczająco dochodowe.
Pod koniec czerwca 1962 na jednej z prób pojawili się muzycy zespołu Little Boy Blue (występującego też pod nazwą The Blue Boys): Mick Jagger, Keith Richards i Dick Taylor, których Jones poznał po jednym ze swoich występów w Ealing Jazz Club. Jagger, który zdobył uznanie na próbach, postawił warunek, że razem z nim do zespołu musi zostać przyjęty Richards. Na początku lipca muzycy przenieśli próby do sąsiedzkiego klubu Bricklayer’s Arms. Wtedy też do składu dołączył perkusista Tony Chapman. Richards, zatwardziały rockandrollowiec i fan Chucka Berry’ego, szybko spowodował w grupie różnice artystyczne, w których wyniku odeszli z niej preferujący bluesa Bradford i Knight. W tym czasie do czwórki dołączył Taylor, który przeszedł z pozycji gitarzysty na basistę zespołu. 10 lipca członkowie grupy zapisali się do Federacji Jazzowej, w czym upatrywali większych możliwości otrzymania pracy.
12 lipca 1962 muzycy zagrali pierwszy wspólny koncert w Marquee Club w zastępstwie za zespół Blues Incorporated. W tym czasie jeszcze nie mieli nazwy, dlatego – decyzją Jonesa – mieli wystąpić jako Rollin’ Stones (inspiracją stał się utwór Muddy’ego Watersa „Rollin’ Stone”), ale ostatecznie zagrali jako The Rolling Stones. Z Jaggerem, Jonesem, Richardsem, Taylorem i Stewartem zagrał Mick Avory, który czasem grywał z zespołem. Podczas koncertu zaprezentowali utwory: „Kansas City”, „Honey What’s Wrong”, „Confessin’ the Blues”, „Bright Lights, Big City”, „Dust My Broom”, „Down the Road Apiece”, „I Want to Love You”, „Bad Boy”, „I Ain’t Got You”, „Hush Hush”, „Ride’em on Down”, „Back in the USA”, „Up All Night”, „Tell Me that You Love Me” i „Happy Home”. Wciąż co czwartek grali w Marquee Clubie aż do bójki Richardsa z właścicielem klubu, Harrym Pendletonem. Grali też w Ealing Jazz Club w Londynie, gdzie zostali zauważeni przez lokalną prasę i zdobyli wąskie grono słuchaczy zaintrygowanych ekspresyjnym śpiewem Jaggera. Najwcześniej zauważył ich Alexis Korner, promotor brytyjskiego bluesa i założyciel Blues Incorporated, który kilkakrotnie zaprosił muzyków na występy do Crawdaddy Club, gdzie sam występował.

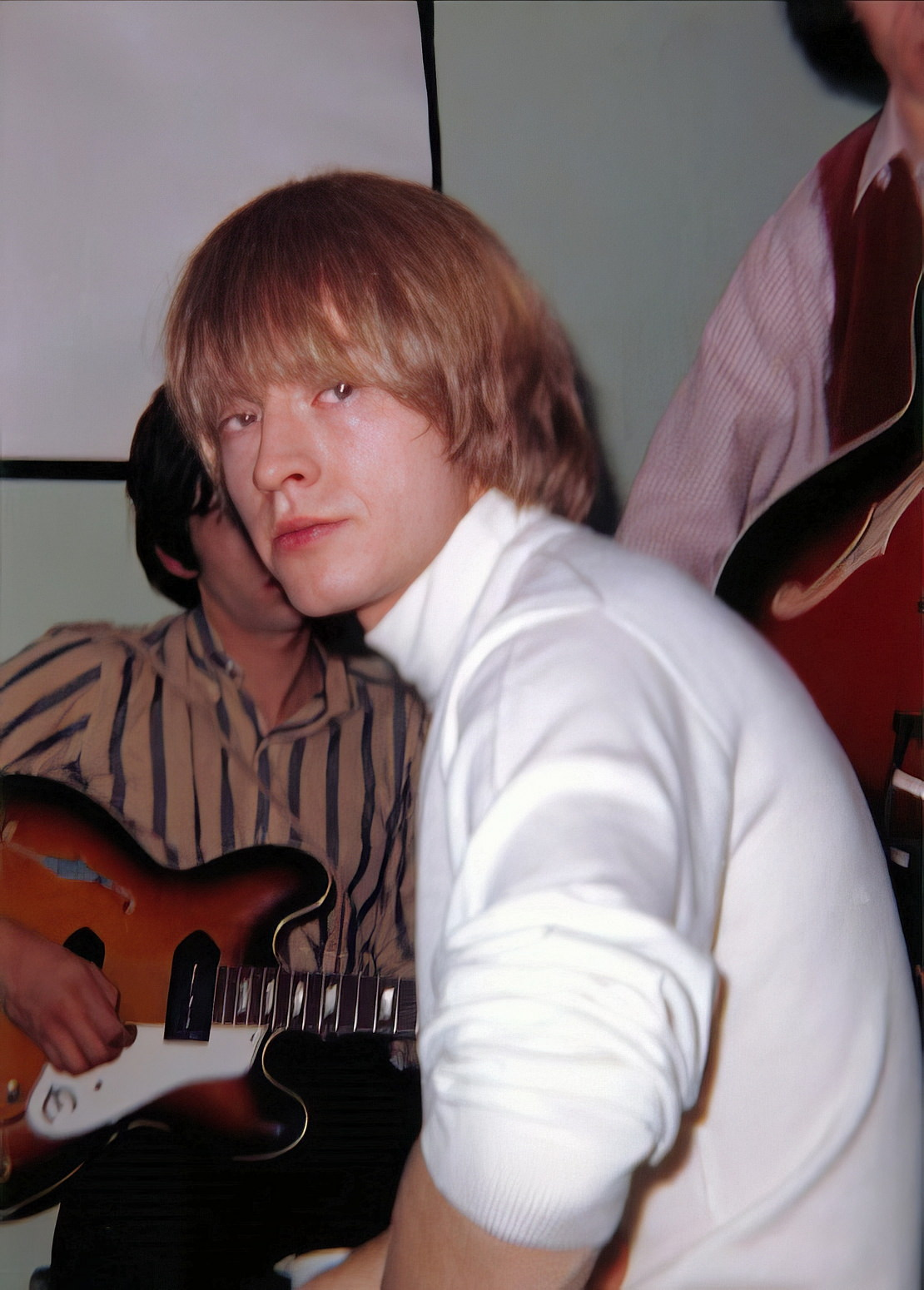
Brian Jones, jeden z założycieli zespołu (1965)

Jones, Jagger i Richards od jesieni 1962 do lata 1963 mieszkali razem w mieszkaniu przy Edith Grove 102 w Chelsea (Londyn). Żyli w złych warunkach i nie mieli środków do życia, dlatego utrzymywali się m.in. z drobnej kradzieży jedzenia. Przez blisko rok poświęcali dużo czasu na naukę gry na instrumentach i stworzeniu własnego stylu; Richards i Jones potrafili tak dalece zintegrować swoje gitary, że z czasem stało się to „znakiem firmowym” zespołu. 27 października 1962 wzięli udział w swojej pierwszej sesji nagraniowej w studiu, podczas której zarejestrowali piosenki: „You Can’t Judge a Book by the Cover” Bo Diddleya, „Soon Forgotten” Muddy’ego Watersa i „Close Together” Jimmy’ego Reeda. Nagrania wysłali do Neville’a Skrimshire’a z wytwórni EMI, ale ten je odrzucił, podobnie jak znajomy Chapmana z Decca Records, który stwierdził, że kapela jest „znakomita”, ale „daleko zajdzie z tym wokalistą”. Dick Taylor w listopadzie opuścił zespół, ponieważ obraził się na Jonesa i był zawiedziony, że nie może grać na gitarze, tym samym pozostawił resztę muzyków bez basisty. Basistą grupy chwilowo był Ricky Fensen. Na koncertach czasami grał z nimi perkusista Carlo Little. W grudniu 1962 do składu dołączył basista Bill Wyman, a po zwolnieniu dotychczasowych perkusistów (Chapmana, Avory’ego i Little’a) nowym bębniarzem w styczniu 1963 został perkusista Charlie Watts. Pierwszy koncert w ostatecznym składzie – Jagger, Jones, Richards, Wyman, Watts i Stewart – zagrali 14 stycznia 1963 we Flamingo Club. Wcześniej, przez cały okres formowania się składu zespołu, występowali m.in. w klubach: Red Lion, Piccadilly Jazz Club, Eel Pie Island, The Railway Club, Giorgia i The Station Hotel, gdzie grali głównie bluesowe covery.
Pod koniec stycznia 1963 wzięli udział w sesji nagraniowej w IBC Studios, na której zarejestrowali sześć coverów (trzech piosenek Bo Diddleya, dwóch Jimmy’ego Reeda i jednej Williego Dixona), ale nagrania i tym razem nie wzbudziły zainteresowania wytwórni muzycznych. Od lutego do kwietnia ich menedżerem był Giorgio Gomelsky, założyciel Piccadilly Blues Club, który miał rozległe kontakty w świecie klubów muzycznych londyńskiej dzielnicy Richmond. Gomelsky silnie zaangażował się w promocję zespołu, m.in. zakontraktował muzykom serię koncertów w Richmond i cykliczne występy w Crawdaddy Club. 14 kwietnia na ich koncert w Crawdaddy Club przyszli członkowie zespołu The Beatles, z którymi po występie spędzili wspólny wieczór w mieszkaniu przy Edith Grove, słuchając muzyki. W maju 1963, bez wiedzy Gomelskiego, który przebywał w Szwajcarii na pogrzebie ojca, nowym menedżerem The Rolling Stones został Andrew Loog Oldham, który świadomie podsycał rywalizację zespołu z grupą The Beatles (często wbrew woli Stonesów), wymyślając chwytliwe hasła prasowe i – niekiedy – aranżując skandale. Do ulubionych haseł menedżera należało: Rolling Stones to grupa, którą rodzice uwielbiają nienawidzić. Od dnia podpisania kontraktu z Oldhamem w zespole zaczęła rosnąć rola Jaggera i Richardsa, którzy w podpisaniu kontraktu z młodym agentem zaczęli upatrywać szansy na uniezależnienie się od Jonesa, dlatego w krótkim czasie weszli z nowym menedżerem w dobre stosunki koleżeńskie, a w 1964 zamieszkali razem. Za namową menedżera ze składu odszedł Ian Stewart (uznany przez Oldhama za niewystarczająco przystojnego), który jednak pozostał kierowcą i muzykiem sesyjnym grupy.

### Debiut fonograficzny
W maju 1963 podpisali kontrakt z wytwórnią Decca Records i rozpoczęli nagrania debiutanckiej płyty w studiu Regent Sound. Muzycy odkupili także, za 106 funtów, prawa do swoich nagrań z IBC Studios. 7 czerwca wydali swój pierwszy singiel, na którym znalazł się cover utworu „Come On” Chucka Berry’ego. Singiel rozszedł się w nakładzie prawie 100 tys. egzemplarzy i dotarł do 21. miejsca na liście przebojów. Piosenkę wykonali podczas gościnnego występu w programie telewizyjnym Thank Your Lucky Stars w ATV. 16 czerwca zagrali ostatni koncert w hotelu „Station” przed 500 osobami, a dwa tygodnie później wystąpili na stadionie lekkoatletycznym w Richmond. Zagrali też cykl koncertów w salach baletowych w Wisbech, Dunstable i Margate. W swoim repertuarze mieli m.in. piosenki: „Poison Ivy”, „Fortune Teller” i „You Better Move On”. Jagger i Richards, zachęceni przez Oldhama, zaczęli pisać nowe piosenki dla zespołu. We wrześniu Stonesi odbyli trasę koncertową po Anglii. W listopadzie wydali singiel „I Wanna Be Your Man”, który podarowali im John Lennon i Paul McCartney. Z piosenką dotarli do 12. miejsca na liście przebojów. Umieszczony na stronie B singla utwór „Stoned” (niemal w pełni instrumentalny, z Jaggerem wtrącającym kilka pojedynczych słów) był pierwszą wydaną autorską kompozycją zespołu. Poprzez działania Oldhama już pod koniec roku Jagger i Richards stali się mocno faworyzowani w zespole, przejawiało się to m.in. forsowaniem przez menedżera spółki autorskiej Jagger/Richards przy jednoczesnym bojkotowaniu piosenek Jonesa.

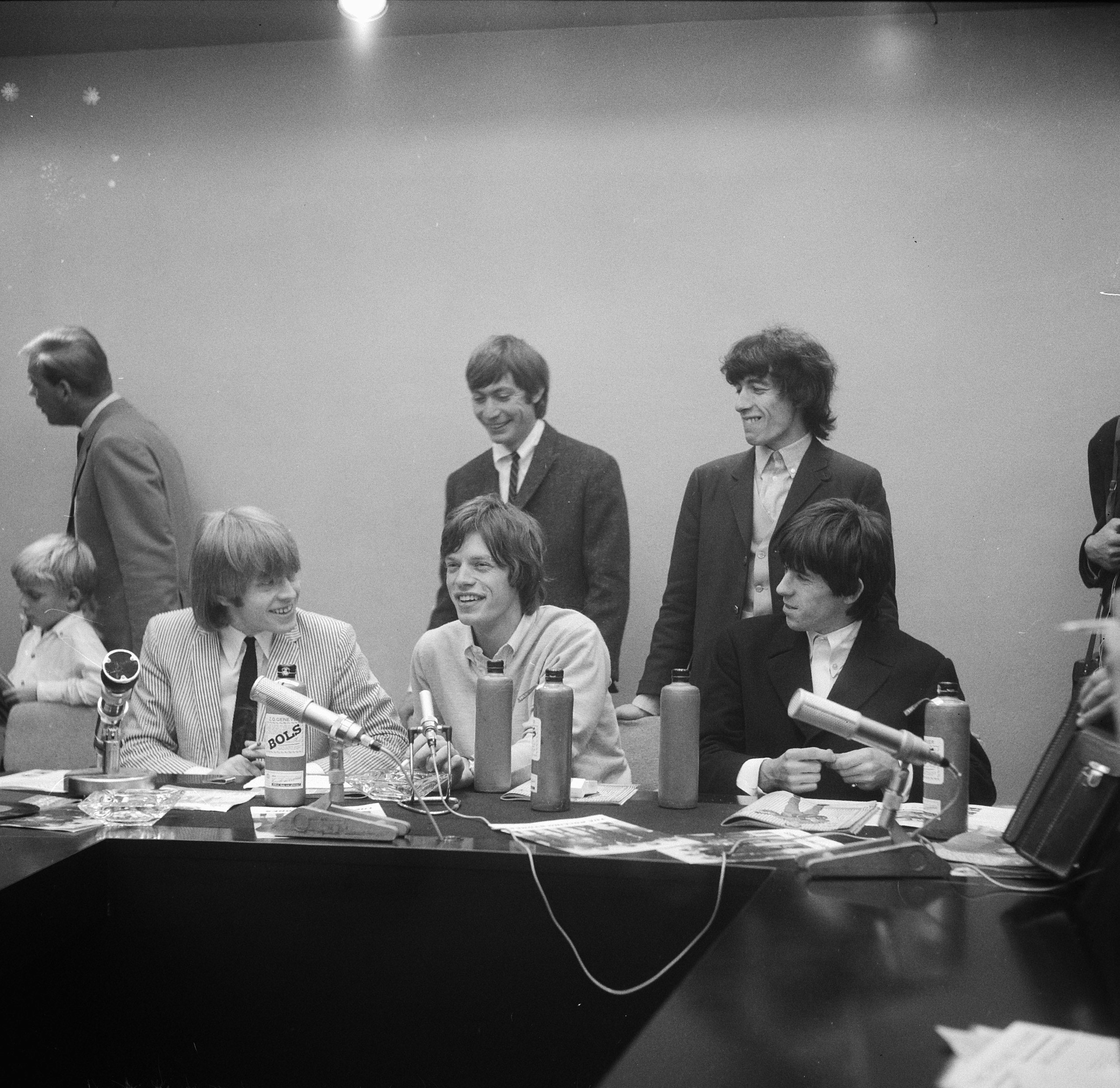
Stonesi (1964)

Z początkiem 1964 ich popularność w kraju wzrosła dzięki trzymiesięcznej trasie koncertowej po Anglii i Szkocji. Jagger zaczął słynąć z tego, że podczas koncertów nieustannie szokował purytańską Anglię wyzywającym zachowaniem, jawnie seksualnymi podtekstami i niezwykłą ekspresją sceniczną. Żywiołowe koncerty The Rolling Stones niekiedy przeradzały się w awantury i bójki, czasem z udziałem członków zespołu, z tego powodu po koncertach byli eskortowani przez policję. W lutym 1964 wydali singiel z coverem piosenki Buddy’ego Holly’ego „Not Fade Away”, z którym dotarli do trzeciego miejsca na liście przebojów. Na stronie B singla umieścili utwór „Little by Little”, ich pierwszą piosenkę napisaną pod pseudonimem Nanker Phelge (używanego dla określenia wszystkich członków grupy). W kwietniu wydali swój debiutancki album studyjny, zatytułowany po prostu The Rolling Stones, za który zyskali uznanie wśród krytyków i słuchaczy. Płyta zadebiutowała na pierwszym miejscu listy sprzedaży z wynikiem 110 tys. sprzedanych egzemplarzy w osiem dni po premierze.

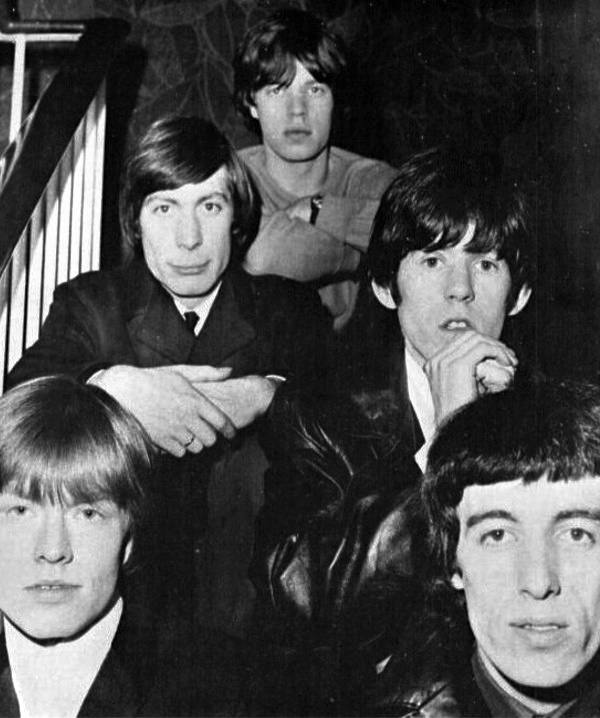
Stonesi (1965)

W kwietniu 1964 dzięki singlowi „Tell Me” po raz pierwszy trafili na amerykańską listę przebojów Hot 100 – zadebiutowali na 24. miejscu notowania i pozostała w zestawieniu przez 10 tygodni. W następnym miesiącu wydali swój debiutancki album na amerykańskim rynku pod nową nazwą – England’s Newest Hit Makers. W czerwcu zagrali trasę koncertową po USA; po przylocie do Nowego Jorku na lotnisku powitało ich 500 fanek. W ramach trasy wystąpili w ośmiu miastach, m.in. w San Bernardino, Minneapolis, Detroit, Los Angeles i Nowym Jorku, gdzie zagrali w Carnegie Hall. W trakcie pobytu za oceanem nagrali trzy piosenki do programu Deana Martina The Hollywood Palace Show. Poza tym wzięli udział w sesji nagraniowej w studiu Chess Records, gdzie nagrali część materiału na swój drugi album, w tym utwory „It’s All Over Now” i „Time Is on My Side”. Trasa poniosła porażkę frekwencyjną, np. na ich koncert na stadionie w Detroit mieszczącym 13 tys. osób przyszło tylko 800 słuchaczy. 22 czerwca 1964 wrócili do Londynu. W tym czasie redakcja czasopisma „New Musical Express” okrzyknęła ich najlepszym zespołem w Anglii.

### Drugi album i sukces komercyjny
Po powrocie z Ameryki zagrali koncert na balu w Magdalen College w Oksfordzie. 27 czerwca 1964 wystąpili w programie Juke Box Jury, a za swój występ zebrali krytyczne recenzje w prasie. W tym samym miesiącu wydali singiel „It’s All Over Now”, który stał się ich pierwszym utworem umieszczonym na szczycie brytyjskiej listy przebojów. Latem zagrali serię koncertów w kraju, m.in. w Belfaście i Richmond, a także wystąpili w Holandii i na wyspie Man. We wrześniu Andrew Oldham zakończył współpracę menedżerską z zespołem, a jego obowiązki przejęli Jagger i Richards. W tym samym miesiącu Stonesi wyruszyli w ogólnokrajową trasę koncertową, podczas której dzielili scenę z The Everly Brothers i Bo Diddleyem. W tym czasie zaczęli zażywać narkotyki. 
23 października 1964 ponownie przylecieli do USA, gdzie następnego dnia premierę miał ich album pt. 12 x 5, z którym dotarli do trzeciego miejsca na amerykańskiej liście sprzedaży Billboard 200. Płytę promowali singlem z coverem piosenki Irmy Thomas „Time Is on My Side”, z którym zajęli szóste miejsce na liście przebojów Hot 100. Podczas trzech tygodni pobytu w USA zagrali kilka koncertów, m.in. w siedzibie Akademii Muzycznej w Nowym Jorku, jak też w Cleveland, Milwaukee, Fort Wayne i Nowym Jorku, a także byli gwiazdami widowiska The Teen-Age Music International Show w Kalifornii. W ramach promocji wystąpili jako goście muzyczni w programie The Ed Sullivan Show. 27 października podczas sesji nagraniowej w RCA Studios w Hollywood zarejestrowali sześć piosenek. Po powrocie do Londynu w drugiej połowie listopada wystąpili w programach telewizyjnych: Thank You Lucky Stars i Juke Box Jury, a niedługo później dostali zakaz występowania w BBC.
W styczniu 1965 wydali album pt. The Rolling Stones No. 2, który mimo przeciętnych recenzji cieszył się dużą popularnością wśród słuchaczy i pozostawał przez 13 miesięcy na pierwszym miejscu na brytyjskiej liście sprzedaży. Płytę promowali singlami „Everybody Needs Somebody to Love” i „Time Is on My Side”, które zdobyły popularność niemal w całej Europie i USA. Zagrali serię koncertów w Australii, m.in. w Agricultural Hall w Sydney i w Melbourne. Zaczęli wydawać pierwsze autorskie utwory autorstwa Jaggera i Richardsa, którzy pisali własny repertuar wzorem duetu Lennon/McCartney. W lutym wydali singiel „The Last Time” (zainspirowany piosenką „This May Be the Last Time” grupy The Staple Singers), z którym dotarli do pierwszego miejsca na liście przebojów w Wielkiej Brytanii i do dziewiątego miejsca w USA. Odbyli także trasę koncertową po Anglii, którą udokumentowali na EP-ce pt. Got Live If You Want It! z czerwca 1965.

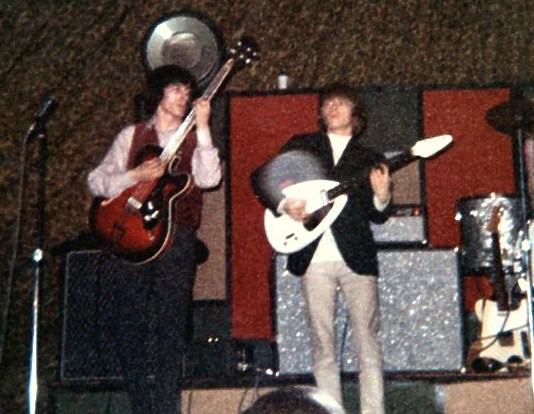
Bill Wyman i Brian Jones podczas koncertu w Georgia Southern College (1965)

W kwietniu i maju 1965 przebywali w USA, gdzie m.in. wystąpili jako goście muzyczni w programach The Ed Sullivan Show i Shindig!. W trakcie pobytu w USA nagrali w Chess Records utwór „(I Can’t Get No) Satisfaction” oparty na riffie. Wyrażająca sprzeciw wobec mieszczańskiego konformizmu, konsumpcjonizmu i zakłamania piosenka stała się hymnem pokolenia wkraczającego w dorosły wiek oraz zadecydowała o dalszej karierze grupy. Utwór zyskał uznanie krytyków i osiągnął komercyjny sukces na świecie, m.in. przez 12 tygodni zajmował pierwsze miejsce na listach przebojów w Wielkiej Brytanii i USA.
Latem 1965 zerwali współpracę menedżerską z Erikiem Eastonem, a nowym agentem The Rolling Stones (odpowiedzialnym przede wszystkim za umowy na nagrania fonograficzne) został Allen Klein, który wynegocjował dla grupy lukratywny kontrakt z Decca Records – umowa opiewała na 1,3 mln dol. i zapewniała członkom zespołu 50% wpływów ze sprzedaży ich płyt. 30 lipca wydali album pt. Out of Our Heads, z którym dotarli do pierwszego miejsca na amerykańskiej liście sprzedaży i do drugiego miejsca na brytyjskiej liście bestsellerów. Płytę promowali singlem „Get Off of My Cloud”, z którym dotarli na szczyt list przebojów w USA i Wielkiej Brytanii. W 1965 zagrali łącznie 240 koncertów. W tym okresie na porządku dziennym były drobne konflikty z prawem i skandale obyczajowe z udziałem The Rolling Stones, które powoli popychały zwłaszcza najbardziej ambitnego i wrażliwego, ale też skłonnego do paranoi Jonesa w otchłań narkotycznych odjazdów. Cyniczny Oldham podsycał wewnętrzny ferment, a Jagger i Richards stopniowo wysuwali się na pierwszy plan, zwłaszcza że – zachęceni powodzeniem swojej twórczości – coraz bardziej zdominowali repertuar grupy. Jones nadal pełnił funkcję lidera grupy w studiu nagrań, co uległo zmianom dopiero pod koniec 1965 po sesji nagraniowej albumu pt. December’s Children (And Everybody’s), po której Jones coraz rzadziej uczestniczył w nagraniach jako wokalista wspierający, co z wyjątkami trwało już do końca jego udziału w zespole – jego miejsce na tym polu przejął Richards.

### Sława i narkotyki

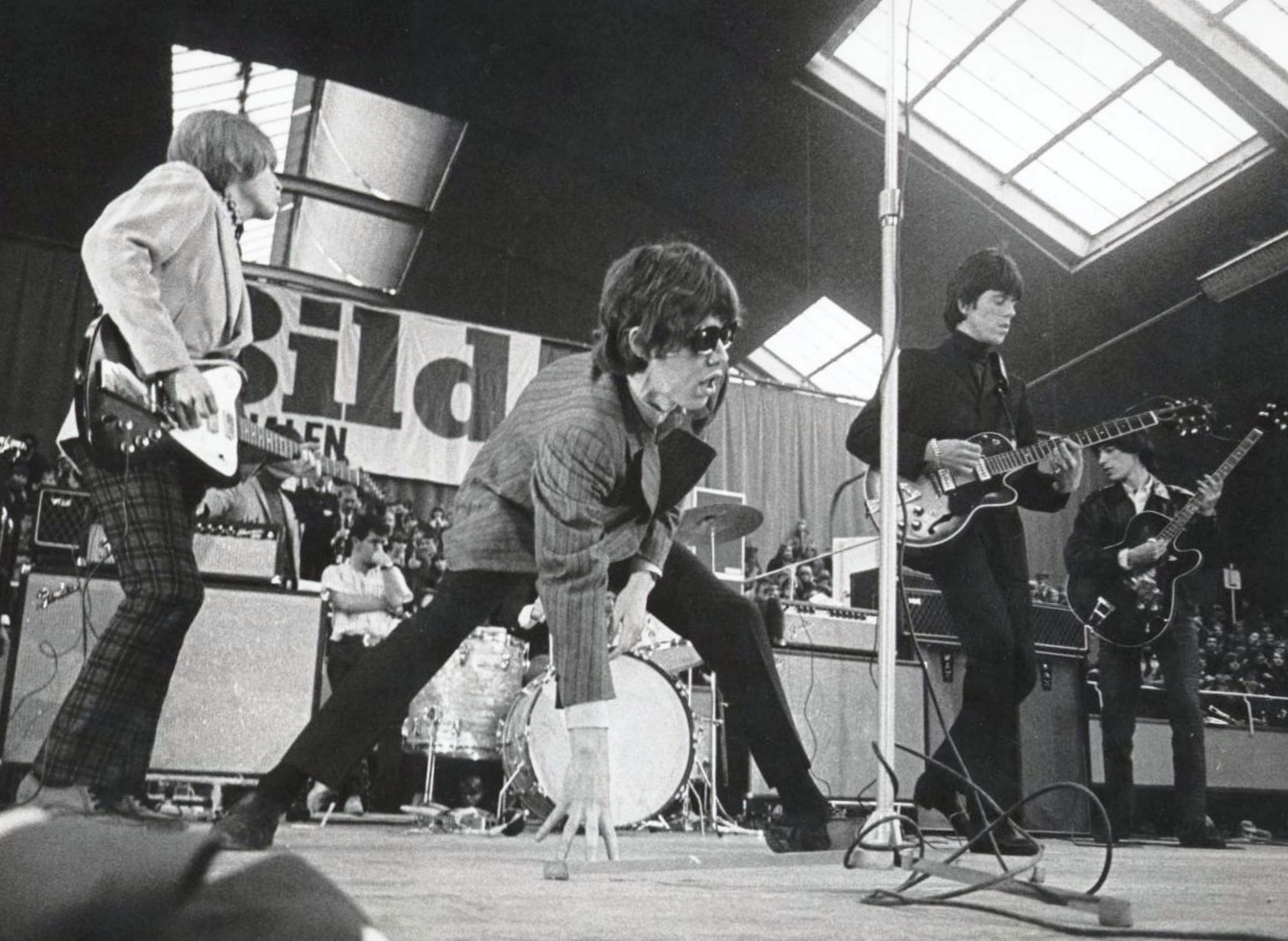
Stonesi (1966)

Na początku 1966 wydali singiel „19th Nervous Breakdown”. W lutym wzięli udział w sesji nagraniowej w Los Angeles i polecieli w trasę promocyjną do Australii, a w marcu zagrali koncert w paryskiej Olimpii. 15 kwietnia wydali singiel „Lady Jane” i ciepło przyjęty przez krytyków album pt. Aftermath, pierwszy zawierający wyłącznie autorskie piosenki Jaggera i Richardsa. Jeszcze przed kolejną trasą w USA wydali singiel „Paint It, Black”, który stał się przebojem. Latem wyruszyli w swoją piątą trasę koncertową po USA. W sierpniu nagrali i wydali singiel „Have You Seen Your Mother Baby, Standing in the Shadow?”, z którym dotarli do dziewiątego miejsca na brytyjskiej liście przebojów. We wrześniu podczas kolejnej trasy promocyjnej po USA wystąpili w programie The Ed Sullivan Show, a w następnym miesiącu zagrali serię koncertów po Wielkiej Brytanii. Później wydali jeszcze singiel z piosenkami „Let’s Spend the Night Together” i „Ruby Tuesday”. W 1967 wydali album pt. Between the Buttons, który nie przyniósł im nowego hitu, choć zyskał dość przychylne recenzje i dotarł do trzeciego miejsca na brytyjskiej liście sprzedaży. Wiosną wyruszyli w liczącą 28 koncertów europejską trasę, po której chcieli zakończyć karierę estradową. Po raz pierwszy w karierze wystąpili za „Żelazną Kurtyną” – 13 kwietnia 1967 zagrali dwa koncerty w Warszawie, które stały się wydarzeniem historycznym w Polsce. 
Podczas narkotycznego przyjęcia w domu Richardsa w lutym 1967 Jones i Jagger zostali aresztowani za posiadanie narkotyków (Jagger) i udostępnienie przestrzeni do popełnienia przestępstwa (Jones). W ich obronie wystąpiły m.in. redakcje brytyjskich czasopism (m.in. „The Times”, „The Sun”, „Sunday Express” i „Observer”). Obaj zostali ukarani drobnymi wyrokami w zawieszeniu (Jagger został skazany na trzy miesiące pozbawienia wolności, a Jones – na dziewięć miesięcy), ale wyszli na wolność już następnego dnia po trafieniu do więzienia (Jagger w związku z zawieszeniem wyroku, a Jones – po zwolnieniu za kaucją), lecz pozostali pod rocznym nadzorem sądowym. Jagger po wyjściu na wolność wziął udział w konferencji prasowej w telewizji Granada, przed którą przedawkował środki uspokajające, przez co zachowywał się dość nonszalancko.
W lipcu 1967 Stonesi nagrali sześć piosenek w Olympic Studios w Barnes. W następnym miesiącu wydali singiel „We Love You”, do którego nakręcili film promocyjny, ale ten szybko zdjęto z afisza. Jesienią tego samego roku zakończyli współpracę menedżerską z Oldhamem, który odszedł z zespołu. Początkowo sami zajmowali się produkcją swoich nagrań, a Jagger był odpowiedzialny także za zarządzanie zespołem. Z czasem zatrudnili nowego menedżera, którym został Jimmy Miller. W grudniu 1967 wydali album pt. Their Satanic Majesties Request, na którym próbowali naśladować psychodeliczne eksperymenty Beatlesów. Z płytą dotarli do drugiego miejsca na liście przebojów w USA i do trzeciego miejsca w Wielkiej Brytanii, mimo chłodnych recenzji krytyków. Jones i Richards w tym okresie coraz bardziej uzależniali się od narkotyków, Jones mierzył się także z problemami psychicznymi – miał depresję i skłonności samobójcze.

Stonesi (ok. 1968)

W maju 1968 wydali bluesowo-swingowy singiel „Jumpin’ Jack Flash”, dzięki któremu – zdaniem krytyków – wrócili do formy po kryzysie wywołanym kontrowersjami w życiu osobistym poszczególnych muzyków. Z singlem dotarli do pierwszego miejsca na liście przebojów. W listopadzie 1968 premierę miał film dokumentalny Jean-Luca Godarda Jeden plus jeden (One Plus One) o kulisach pracy The Rolling Stones. Dokument zebrał krytyczne recenzje, także od samych członków zespołu. Pochodzący z filmu skandalizujący utwór „Sympathy for the Devil” umieścili na albumie pt. Beggars Banquet, który wydali w listopadzie 1968. Z płytą dotarli do trzeciego miejsca na brytyjskiej liście sprzedaży i do piątego miejsca na amerykańskiej liście Billboard 200.
W obliczu nieuchronnego staczania się Jonesa nie mogli na niego liczyć podczas sesji nagraniowych, trudno było im także zaplanować kolejne trasy koncertowe. Jones po raz ostatni wystąpił publicznie z zespołem w grudniu 1968 podczas telewizyjnego koncertu The Rolling Stones Rock and Roll Circus, a na początku czerwca 1969 został dyskretnie usunięty z grupy. Nowym gitarzystą The Rolling Stones został Mick Taylor. Jones po rozstaniu z zespołem otrzymał jednorazowe odszkodowanie finansowe w wysokości 100 tys. funtów za zrzeczenie się praw do nazwy oraz 20 tys. funtów za każdy rok istnienia zespołu. W nocy z 2 na 3 lipca 1969 utopił się w basenie w swoim domu w Cotchford. Stonesi dzień po śmierci Jonesa wydali singiel „Honky Tonk Women”, który dotarł do pierwszego miejsca na brytyjskiej i amerykańskiej liście przebojów. 5 lipca zagrali – pierwszy po długiej przerwie – koncert w londyńskim Hyde Parku, który zadedykowali Jonesowi. Występ zobaczyło ok. 300 tys. osób.
W lipcu 1969 wydali singiel „You Can’t Always Get What You Want”. We wrześniu tego samego roku premierę miał ich album kompilacyjny pt. Through the Past, Darkly (Big Hits Vol. 2), z którym dotarli do pierwszego miejsca na liście sprzedaży. 5 grudnia wydali album studyjny pt. Let It Bleed, który nagrywali przez kilka miesięcy w studiu Sunset Sound w Los Angeles i z którym dotarli do pierwszego miejsca na brytyjskiej liście sprzedaży i trzeciego miejsca na amerykańskiej liście Billboard 200. W drugiej połowie 1969, wciąż związani umową z Kleinem, zatrudnili nowego menedżera, Ronnie’ego Schneidera, który zorganizował im trasę koncertową po USA. Pierwsze po trzech latach przerwy amerykańskie tournée obejmowało 24 występy w cztery tygodnie. Pierwszy z koncertów zagrali 7 listopada w Fort Collins. Pod koniec listopada nagrali w studiu w Muscle Shoals kilka piosenek, m.in. „Brown Sugar” i „You Gotta Move”. Reagując na krytykę fanów, którzy zarzucali zespołowi sprzedawanie za drogich biletów na koncerty, 6 grudnia zagrali za darmo na Altamont Free Concert, gdzie ich występ obejrzało ok. 300 tys. osób. Pilnujący porządku gang motocyklowy Hells Angels włączył się w kilka chuligańskich burd, a w jednej z nich – od ciosu nożem w plecy – zginął Meredith Hunter, który miał przy sobie broń palną. Śmierć 18-latka, powszechny dostęp do narkotyków oraz bezradność i cynizm Jaggera obnażyły całą naiwność epoki „dzieci kwiatów”. Stonesi dokończyli koncert, po czym przerażeni opuścili miejsce zdarzenia, ściągając na siebie lawinę krytyki. Zarówno fragmenty koncertu z Altamont, jak i kilka utworów z Nowego Jorku zostały pokazane w filmie dokumentalnym Davida i Alberta Mayslesów Gimme Shelter o życiu członków zespołu. Zyski ze sprzedaży albumu DVD z tym filmem Jagger przekazał na cele charytatywne.

### Lata 70.

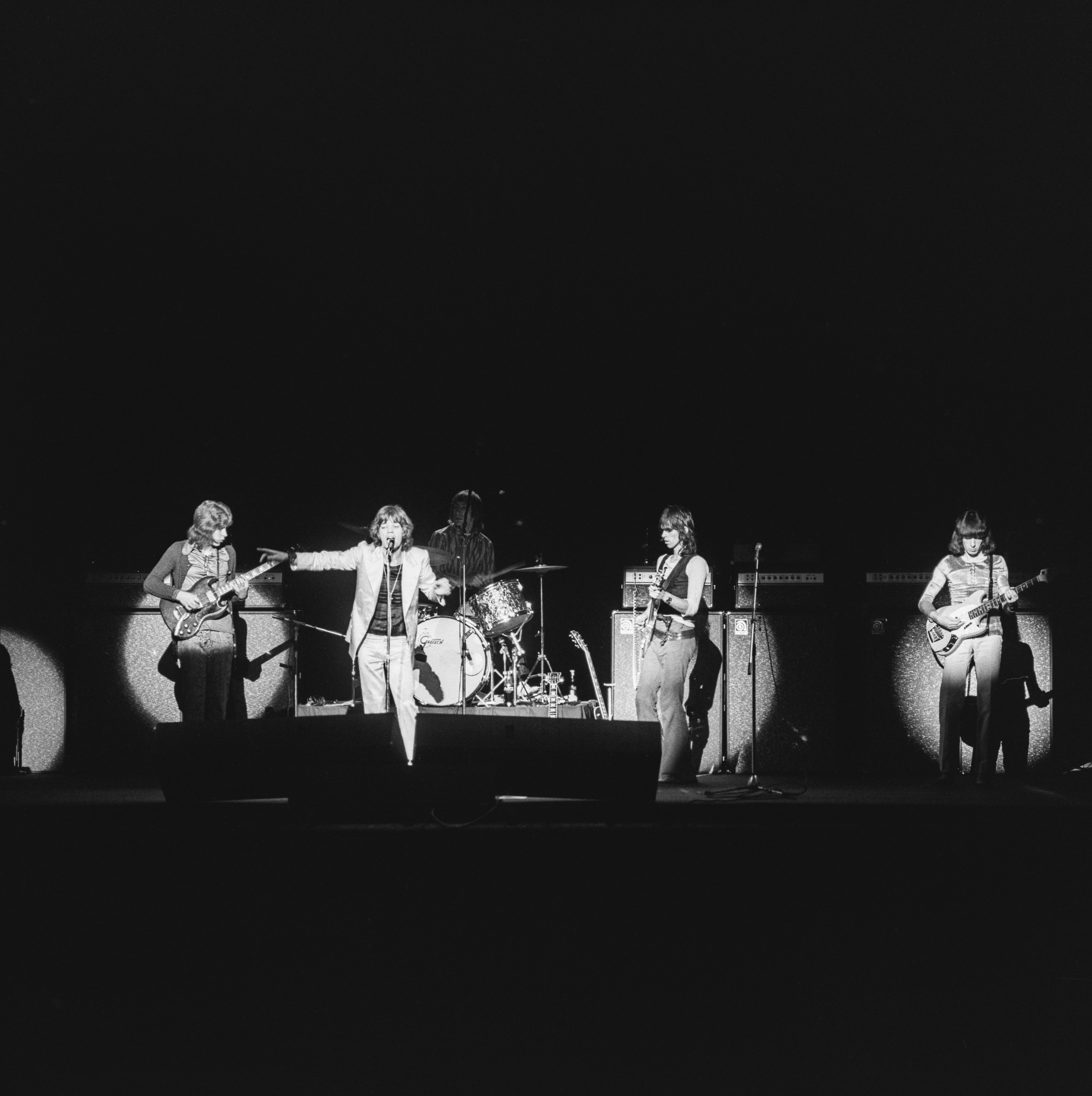
Stonesi w Helsinkach (1970)

Po powrocie do Anglii założyli firmę płytową Rolling Stones Records. Całość obowiązków producenckich wzięli na siebie Jagger i Richards, odtąd podpisujący się jako „Glimmer Twins”. Latem 1970 Stonesi nagrali w Olympic Studios i studiu nagraniowym w Stargroves (posiadłości Jaggera pod Newbury) piosenki na nowy album: „Bitch”, „I Got the Blues” i „Moonlight Mile”. We wrześniu wydali album koncertowy pt. Get Yer Ya-Ya’s Out! zawierający zapis koncertów The Rolling Stones z 27 i 28 listopada 1969 w nowojorskiej Madison Square Garden. Płyta zajęła pierwsze miejsce na liście sprzedaży w Wielkiej Brytanii i szóste miejsce w USA. Od 2 września do 11 października 1970 grali europejską trasę koncertową, na której towarzyszył im Bobby Keys.
W związku z narastającą przez wiele miesięcy niechęcią do Allena Kleina, wynikającą z rozczarowania współpracą z nim (m.in. przywłaszczył sobie prawa do piosenek The Rolling Stones i zwlekał z wypłacaniem im pieniędzy), w grudniu 1970 zerwali kontrakt z menedżerem. W 1971 wytoczyli w Nowym Jorku proces przeciwko Kleinowi, którego oskarżyli o wykorzystywanie stanowiska dla „swoich osobistych korzyści”, za co domagali się wypłaty 29 mln dol.; sprawa zakończyła się w maju 1972 zawarciem ugody.

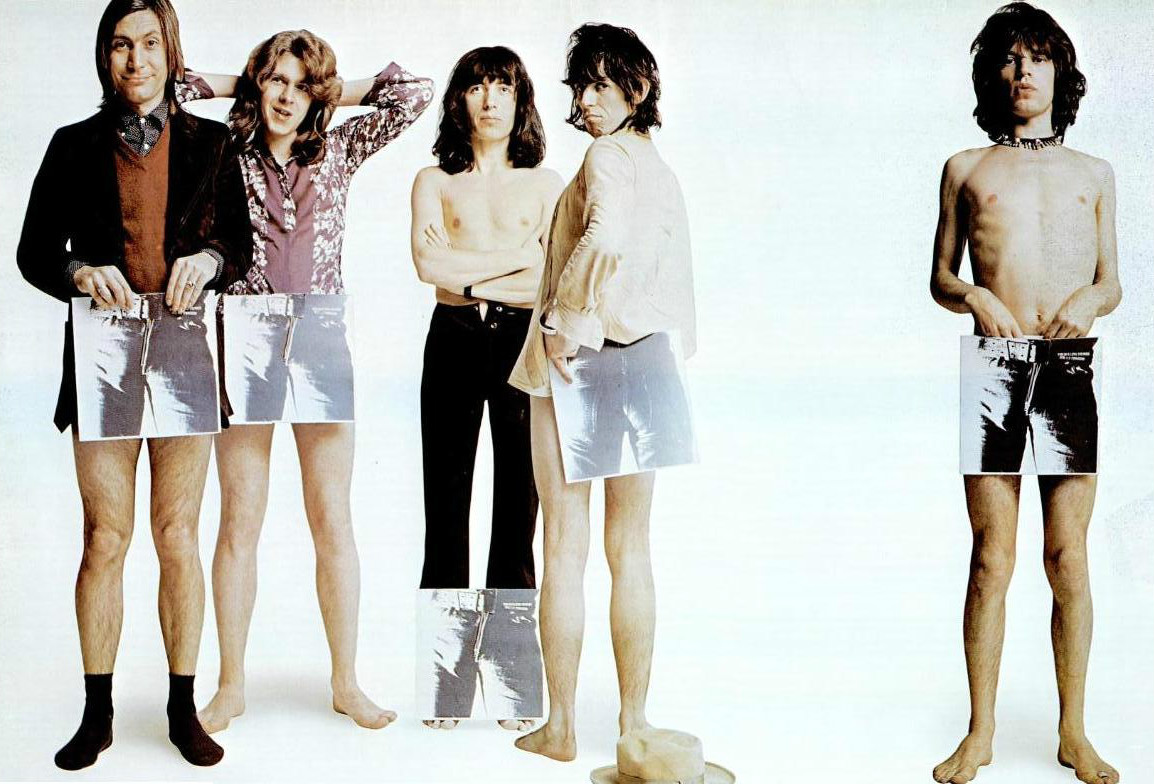
Stonesi na plakacie promującym album Sticky Fingers (1971)

W 1971 podpisali kontrakt z Atlantic Records. W lutym ogłosili pożegnalna trasę koncertową po Wielkiej Brytanii, która wywołała duże zainteresowanie, lecz także sprowokowała bójki przy kasach teatralnych, które tłumiła policja. Stonesi rozpoczęli trasę 4 marca i zakończyli ją 26 marca transmitowanym przez telewizję koncertem w Marquee Club. W kwietniu wydali album pt. Sticky Fingers, na który dziewięć piosenek napisali Jagger i Richards, a dziesiątą – „You Gotta Move” – Fred McDowell. Pochodzący z płyty singiel „Brown Sugar” dotarł do pierwszego miejsca na liście przebojów w USA i do drugiego miejsca w Wielkiej Brytanii.
Chcąc uniknąć płacenia wysokich podatków w Wielkiej Brytanii, członkowie zespołu w czerwcu osiedlili się we Francji, gdzie wkrótce mieli kłopoty z policją za posiadanie narkotyków. Zaczęli także tworzyć materiał na kolejną płytę, której nagrania zakończyli w Los Angeles. W kwietniu 1972 wydali singiel „Tumbling Dice”, który zajął piąte miejsce na liście przebojów w Wielkiej Brytanii i siódme miejsce w USA. W maju wydali pierwszy w karierze podwójny album pt. Exile on Main Street, który zajął pierwsze miejsce na amerykańskiej liście sprzedaży i rozszedł się w milionowym nakładzie. Płyta została chłodno przyjęta przez krytyków, ale z biegiem lat stała się kultowa. W międzyczasie współpracę z zespołem zakończył Gram Parsons, który miał coraz większe problemy z uzależnieniem od narkotyków. Od 3 czerwca do 26 lipca 1972 odbyli trasę koncertową po USA, podczas której zagrali dla łącznie 462 tys. widzów i zarobili 2 mln dol. 18 stycznia 1973 wystąpili na koncercie w Los Angeles, z którego dochód przeznaczyli na pomoc dla ofiar trzęsienia ziemi w Nikaragui z grudnia 1972, ponadto przekazali fanty na licytację charytatywną; łącznie zebrali prawie 1 mln dol. na rzecz pomocy poszkodowanym w tej katastrofie klimatycznej. W lutym tego samego roku zagrali kilka koncertów w Australii, m.in. dali dwa występy w International Sports Centre w Honolulu. W kwietniu premierę miał sześcioodcinkowy program BBC The Rolling Stones Story, w którym wyemitowane zostały wywiady z członkami zespołu. W sierpniu wydali singiel „Angie”, który zajął pierwsze miejsce na liście przebojów i zapewnił Stonesom nagrodę im. Ivora Novello. W tym samym miesiącu premierę miał ich album pt. Goats Head Soup, który – mimo chłodnych recenzji – dotarł na pierwsze miejsce na listach sprzedaży w Wielkiej Brytanii i USA, i rozszedł się w milionowym nakładzie. We wrześniu odbyli kolejną trasę koncertową po Europie oraz wzięli udział w sesji nagraniowej w Musicland Studios w Monachium, gdzie zarejestrowali piosenki: „Drift Away” i „Ain’t Too Proud to Beg”. W październiku 1984 wydali album pt. It’s Only Rock’n Roll, za który zebrali przychylne recenzje. Z płytą dotarli do pierwszego miejsca na liście sprzedaży w USA i drugiego miejsca w Wielkiej Brytanii.

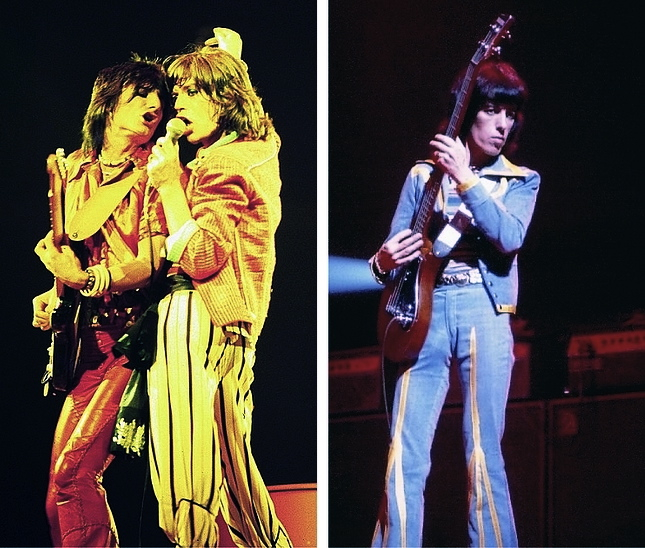
Ron Wood, Mick Jagger i Bill Wyman w Chicago (1975)

Nieustanne skandale towarzyszące koncertom i presja psychiczna sprawiły, że Taylor w grudniu 1974 odszedł z zespołu, tłumacząc swoją decyzję „różnicami gustów muzycznych”. W styczniu 1975 odbyli kolejną sesję nagraniową w Monachium, a także zorganizowali przesłuchania na nowego gitarzystę – wzięli w nich udział Peter Frampton, Rory Gallagher i Geoff Bradford. W marcu 1975 do zespołu dołączył Ron Wood, który – według muzyków – lepiej pasował do wizerunku i stylu życia The Rolling Stones. W czerwcu wydali album pt. Made in the Shade i rozpoczęli trasę koncertową po USA – przez 10 tygodni zagrali 45 koncertów w 27 miastach dla 1,3 mln widzów, za co zarobili 2,1 mln dol. W kwietniu 1976 wydali album pt. Black and Blue, z którym – mimo negatywnych recenzji – dotarli do pierwszego miejsca na liście sprzedaży w USA i drugiego miejsca w Wielkiej Brytanii. W tym samym miesiącu występem we Frankfurcie rozpoczęli kolejną trasę koncertową po Europie, którą zakończyli 23 czerwca w Wiedniu. W sierpniu zagrali koncert na festiwalu w Knebworth, za który zebrali krytyczne recenzje. W 1977 zagrali udane koncerty w klubie „El Mocambo” w Toronto. 23 września 1977 wydali album koncertowy pt. Love You Live, który zadedykowali Keithowi Harwoodowi, tragicznej zmarłemu inżynierowi dźwięku The Rolling Stones. Z płytą dotarli do trzeciego miejsca na liście sprzedaży w Wielkiej Brytanii i piątego miejsca w USA.
Choć grali żywiołowe koncerty, coraz bardziej widoczny był kryzys w zespole – Wyman rozważał odejście z grupy, Richards latem 1977 został aresztowany w Toronto za posiadanie ponad 20 g heroiny, ale uniknął więzienia, a Jagger rozwodził się z żoną i miał poważne problemy finansowe. 9 czerwca 1977 wydali ciepło przyjęty przez krytyków album pt. Some Girls, którym powrócili do swoich bluesowych korzeni, ale też umieścili na nim nawiązania do muzyki country i punka. Z albumem, który sprzedali w nakładzie prawie 8 mln egzemplarzy, dotarli do pierwszego miejsca na liście sprzedaży w USA i do drugiego miejsca w Wielkiej Brytanii. Z pochodzącym z płyty dyskotekowym singlem „Miss You” zajęli pierwsze miejsce na liście przebojów w USA i trzecie miejsce w Wielkiej Brytanii. W czerwcu i lipcu zagrali kolejną trasę koncertową po USA, na której zarobili 4,5 mln dol. W październiku wystąpili w amerykańskim programie Saturday Night Live.

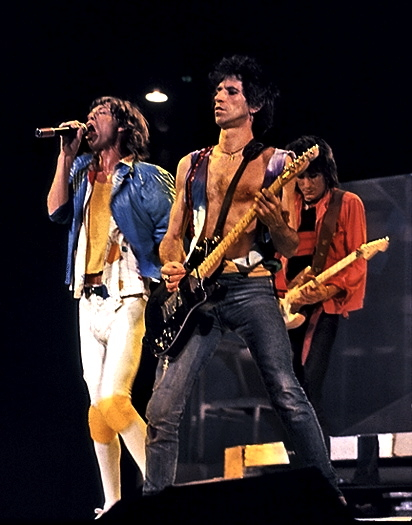
Keith Richards, Mick Jagger, Ron Wood w Lexington (1981)

W czerwcu 1980 wydali album pt. Emotional Rescue, z którym dotarli do pierwszego miejsca na liście sprzedaży w Wielkiej Brytanii i USA, choć zebrali za niego krytyczne recenzje. Podczas nagrań płyty doszło do silnego podziału między Jaggerem a Richardsem. Jagger odmówił wyruszenia z zespołem w letnią trasę koncertową po USA, ponieważ nie miał na nią ochoty. W październiku Stonesi nagrali w Paryżu materiał na kolejny album. Jeszcze przed jego premierą wydali w marcu 1981 składankę pt. Sucking in the Seventies, którą po premierze wycofano z wielu sklepów w USA. W kwietniu 1981 kontynuowali nagrania studyjne. 31 sierpnia wydali album pt. Tattoo You, z którym dotarli do pierwszego miejsca na liście sprzedaży w USA (w pierwszym tygodniu po premierze sprzedali milion egzemplarzy płyty) i do drugiego miejsca w Wielkiej Brytanii. Album, okrzyknięty przez czytelników czasopisma „Rolling Stone” płytą roku, promowali singlami „Start Me Up” i „Waiting on a Friend”, do których nakręcili teledyski. „Star Me Up” stał się ich kolejnym przebojem, zajmując trzecie miejsce na liście przebojów w USA i siódme miejsce w Wielkiej Brytanii. 14 września dali ekskluzywny koncert – jako Little Boy Blue and the Cockroaches – w zajeździe „Sir Morgan’s Cove” w Massachusetts. Od 25 września do 19 grudnia zagrali ciepło przyjętą przez widzów i krytyków trasę koncertową po USA. Zapis z amerykańskich koncertów wydali 1 czerwca 1982 na albumie pt. Stiff Life, który mimo krytycznych recenzji dotarł do czwartego miejsca na liście sprzedaży w Wielkiej Brytanii i piątego miejsca w USA. W międzyczasie, od 26 maja do 25 lipca 1982 grali trasę koncertową po Europie.

### Kryzys i ograniczenie działalności

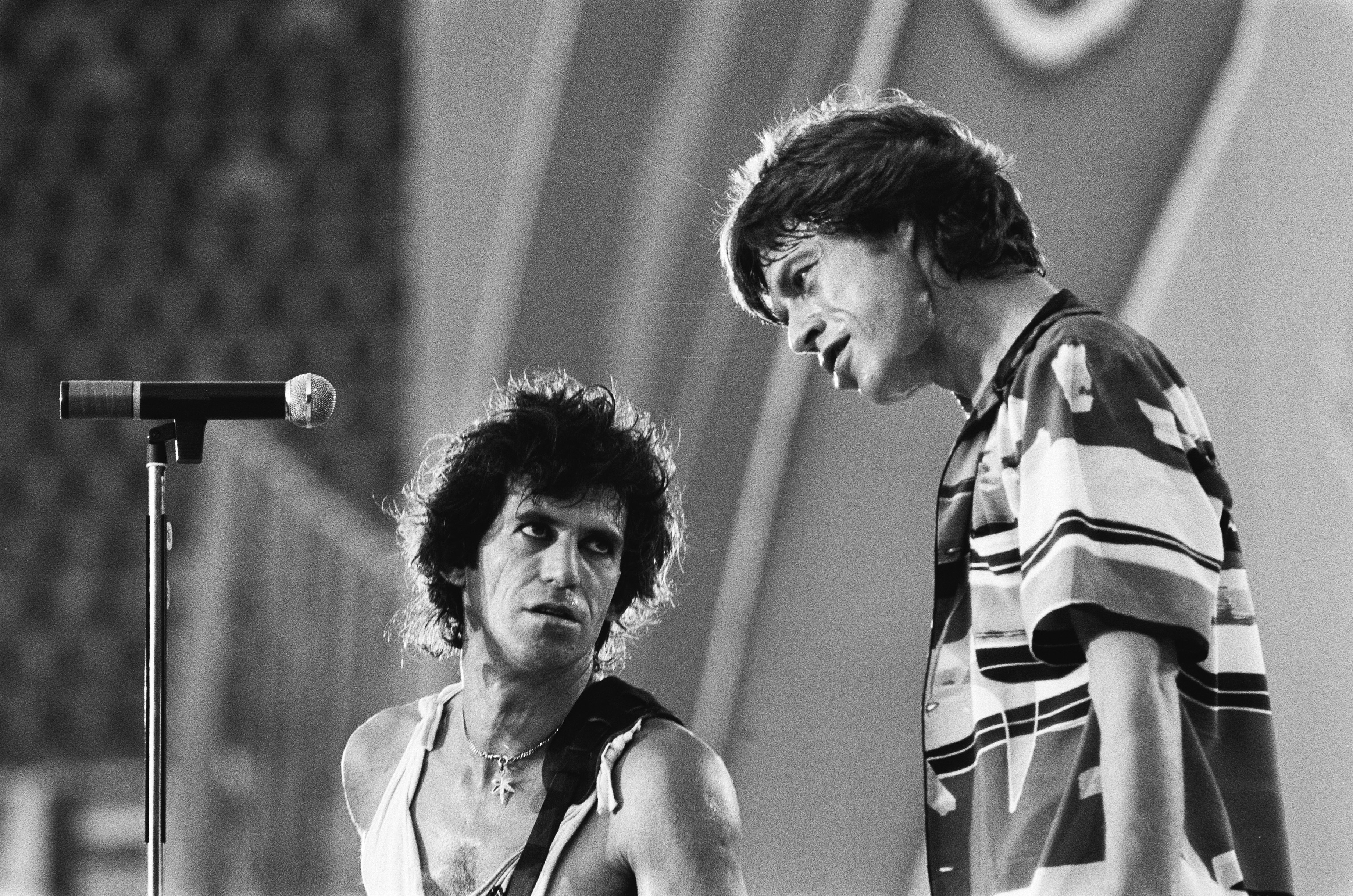
Keith Richards i Mick Jagger w Rotterdamie (1982)

20 sierpnia 1983 podpisali kontrakt z wytwórnią CBS o wartości 28 mln dol., będący najdroższą umową zawarta w historii rocka. Między Jaggerem i Richardsem dochodziło do coraz częstszych sporów wywołanych chęcią dominacji w zespole – wokalista w październiku 1983 poinformował gitarzystę, że zamierza przez najbliższe pięć lat samodzielnie kierować grupą. 7 listopada tego samego wydali abum pt. Undercover, który mimo negatywnych recenzji dotarł do trzeciego miejsca na liście sprzedaży w Wielkiej Brytanii i czwartego miejsca w USA. Pierwszy singiel z płyty, „Undercover of the Night”, dotarł do dziewiątego miejsca na liście przebojów w USA i 11. miejsca w Wielkiej Brytanii. 
W czerwcu 1984 pojawiły się pogłoski o rozpadzie The Rolling Stones, którym jednak muzycy zaprzeczyli. 2 lipca wydali album pt. Rewind (1971–1984) i towarzyszący mu film Video Rewind. Jagger w listopadzie odrzucił propozycję Richardsa, by nagrać nowy album. Wiosną i wczesnym latem 1985 na sesji nagraniowej w Pathé Marconi w Paryżu zarejestrowali 10 piosenek, w tym tylko trzy autorstwa Jaggera i Richardsa. 13 lipca 1985 wystąpili w koncercie charytatywnym Live Aid w Filadelfii – Jagger zaśpiewał w duecie z Tiną Turner, a Richards i Wood zagrali z Bobem Dylanem. W grudniu Stonesi uczestniczyli w pogrzebie Iana Stewarta. 23 lutego 1986 zagrali podczas koncertu w hołdzie Stewartowi, dając pierwszy od czterech lat wspólny występ. Miesiąc później wydali chłodno przyjęty przez krytyków album pt. Dirty Work, na który większość utworów wymyślili Richards i Wood. Z płytą, dedykowaną Stewartowi, dotarli do trzeciego miejsca na liście sprzedaży w Wielkiej Brytanii i czwartego miejsca w USA. Album promowali singlem z coverem piosenki duetu Bob & Earl „Harlem Shuffle”, z którym dotarli do piątego miejsca na liście przebojów w USA i siódmego miejsca w Wielkiej Brytanii.
Napięta atmosfera w zespole pogorszyła się jeszcze bardziej w kwietniu 1986, kiedy Jagger odmówił reszcie muzyków wyjazdu we wspólną trasę koncertową, co w ostateczności doprowadziło do odwołania letniego tournée. Każdy z członków zespołu w tym okresie realizował solowe projekty, a w 1987 rozważali całkowite rozwiązanie grupy. Kilka miesięcy wcześniej otrzymali Nagrodę Grammy za całokształt twórczości.

### Reaktywacja
18 maja 1988 Jagger zorganizował spotkanie z pozostałymi członkami The Rolling Stones w „Savoy” w Londynie, z którymi poruszył temat ewentualnego powrotu do koncertowania i nagrania kolejnej płyty. W 1988 razem z Richardsem postanowił wznowić działalność The Rolling Stones, upatrując w tym lepszego źródła dochodu niż w przypadku kontynuowania solowych karier. W styczniu 1989 Jagger i Richards podczas sesji w studiu na Barbadosie napisali trzy piosenki, m.in. „Mixed Emotions”. W tym samym miesiącu Stonesi zostali przyjęci do Rock and Roll Hall of Fame. W lutym i marcu odbyli próby w studiu na Barbadosie, od 29 marca do 1 maja nagrali 15 piosenek. 12 sierpnia 1989 zagrali koncert w klubie „Toad’s Place” w New Haven . Pięć dni później wydał teledysk do singla „Mixed Emotions”, z którym zajęli piąte miejsce na liście przebojów w USA i 36. miejsce w Wielkiej Brytanii. 29 sierpnia wydali pozytywnie przyjęty przez krytyków album pt. Steel Wheels, z którym zajęli drugie miejsce na liście sprzedaży w Wielkiej Brytanii i trzecie w USA. Od 31 sierpnia do 19 grudnia grali trasę koncertową po USA i Kanadzie. W lutym 1990 zagrali serię koncertów w Japonii, a od 18 maja do 9 sierpnia odbyli trasę po Europie, m.in. wystąpili na stadionie Strahov w Pradze przed ponad 100-tysięczną widownią. 8 kwietnia 1991 wydali podwójny album koncertowy pt. Flashpoint, na którym umieścili też premierowy utwór „Highwire” krytykujący handlarzy bronią.

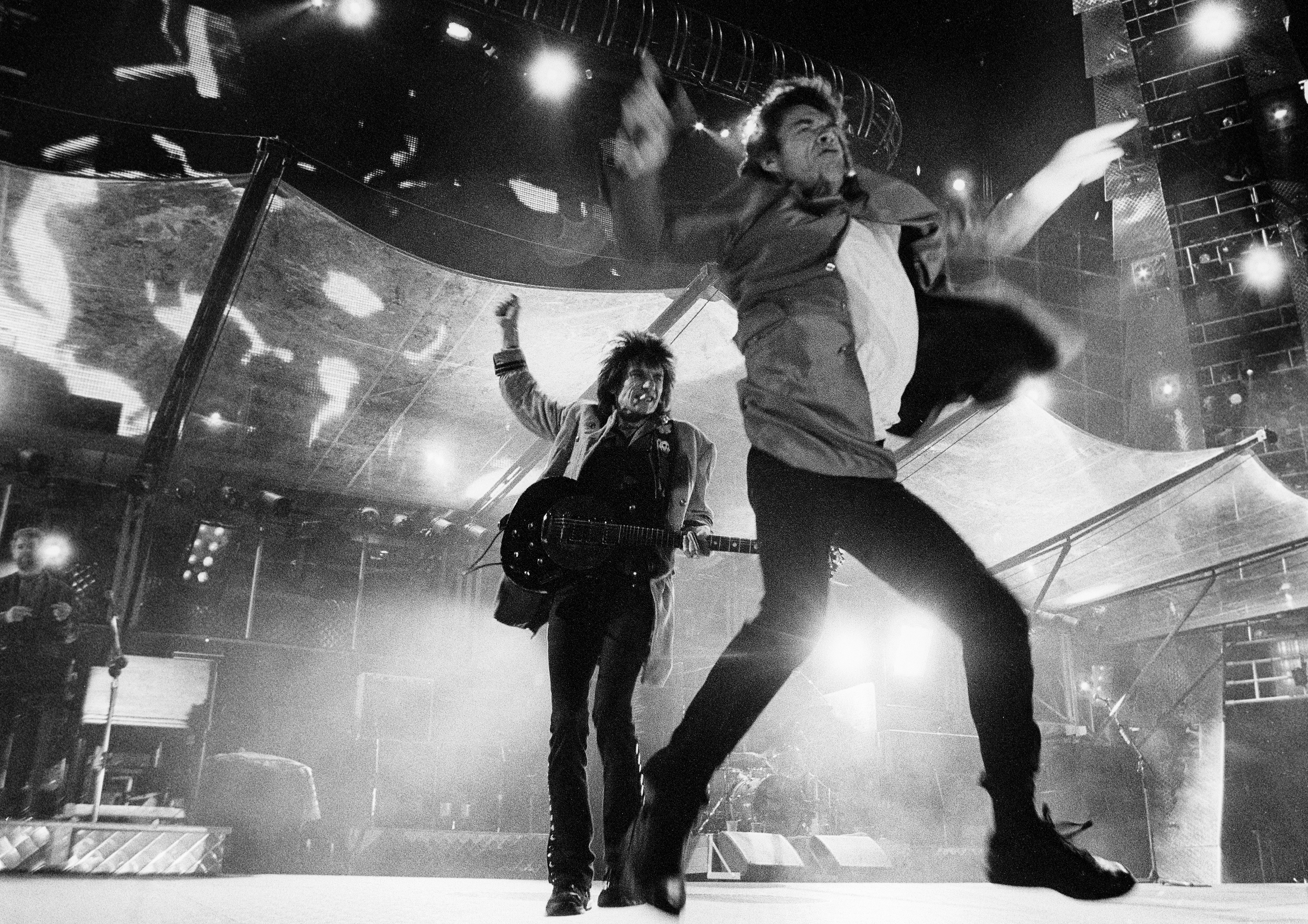
Stonesi na Voodoo Lounge Tour w Zeltweg (1995)

W listopadzie 1991 podpisali kontrakt z wytwórnią Virgin Music Group, na którego mocy mieli otrzymywał 6-8 mln dol. za nagranie albumu. W 1992 wydali album koncertowy pt. Rolling Stones at the Max zawierający zapis koncertów w Turynie, Berlinie i na Wembley Arena z lata 1990.
Bill Wyman w 1993 odszedł z zespołu, a jego miejsce zajął Darryl Jones. W nowym składzie nagrali dwie nowe płyty, które przyczyniły się do powrotu wielkiej popularności zespołu od połowy lat 90. Zarówno Voodoo Lounge, jak i Bridges to Babylon przyniosły po kilka wielkich przebojów, choć sprzedaż płyt była ledwie przeciętna; za to koncerty ściągały tłumy i to na wielkich stadionach (m.in. w Chorzowie). Za Voodoo Lounge otrzymali w 1994 nagrodę Grammy za najlepszy album rockowy.

## Skład

### Obecni członkowie
- Mick Jagger – śpiew, harmonijka ustna, instrumenty perkusyjne, instrumenty klawiszowe, gitara (od czerwca 1962)
- Keith Richards – gitara, gitara basowa, instrumenty klawiszowe, wokal wspomagający (od czerwca 1962)
- Ronnie Wood – gitara, gitara basowa, perkusja, instrumenty perkusyjne, wokal wspomagający (od marca 1975, udział w sesji nagraniowej „Black and Blue”, oficjalnie w zespole od lutego 1976)

### Byli członkowie
- Brian Jones (zmarły) – gitara, harmonijka ustna, sitar, theremin, instrumenty klawiszowe, saksofon, cytra, obój, klarnet, flet, harfa, instrumenty perkusyjne, wokal wspomagający (maj 1962 – czerwiec 1969)
- Ian Stewart (zmarły) – instrumenty klawiszowe, instrumenty perkusyjne (maj 1962 – maj 1963)
- Bill Wyman – gitara basowa, syntezator, wokal wspomagający (grudzień 1962 – grudzień 1992)
- Mick Taylor – gitara, gitara basowa, syntezatory, instrumenty perkusyjne, wokal wspomagający (czerwiec 1969 – grudzień 1974)
- Dick Taylor – gitara basowa (1962)
- Charlie Watts (zmarły) – perkusja (styczeń 1963 – sierpień 2021)

## Dyskografia

### Albumy studyjne

#### Wydane w Wielkiej Brytanii (1964–1967)
- The Rolling Stones (17 kwietnia 1964)
- The Rolling Stones No. 2 (15 stycznia 1965)
- Out of Our Heads (24 września 1965)
- Aftermath (15 kwietnia 1966)
- Big Hits (High Tide and Green Grass) (4 listopada 1966)
- Between the Buttons (20 stycznia 1967)

#### Wydane w Stanach Zjednoczonych (1964–1967)
- England’s Newest Hitmakers (30 maja 1964)
- 12 X 5 (17 października 1964)
- The Rolling Stones, Now! (13 lutego 1965)
- Out of Our Heads (26 lipca 1965)
- December’s Children (And Everybody’s) (22 listopada 1965)
- Big Hits (High Tide and Green Grass) (28 marca 1966)
- Aftermath (20 czerwca 1966)
- Got Live If You Want It! (28 listopada 1966)
- Between the Buttons (6 lutego 1967)
- Flowers (3 lipca 1967)

#### Wydane od 1967
- Their Satanic Majesties Request (8 grudnia 1967)
- Beggars Banquet (6 grudnia 1968)
- Let It Bleed (5 grudnia 1969)
- Sticky Fingers (23 kwietnia 1971)
- Exile on Main St. (12 maja 1972)
- Goats Head Soup (31 sierpnia 1973)
- It’s Only Rock’n Roll (18 października 1974)
- Black and Blue (23 kwietnia 1976)
- Some Girls (9 czerwca 1978)
- Emotional Rescue (20 czerwca 1980)
- Tattoo You (24 sierpnia 1981)
- Undercover (7 listopada 1983)
- Dirty Work (24 marca 1986)
- Steel Wheels (11 września 1989)
- Voodoo Lounge (11 lipca 1994)
- Bridges to Babylon (29 września 1997)
- A Bigger Bang (5 września 2005)
- Blue & Lonesome (2 grudnia 2016)
- Hackney Diamonds (20 października 2023)[246]

### Albumy koncertowe i składanki
- Through the Past, Darkly (Big Hits Vol. 2) (12 września 1969)
- Get Yer Ya-Ya’s Out! (4 września 1970)
- Metamorphosis (6 czerwca 1975)
- Made in the Shade (6 czerwca 1975)
- Love You Live (23 września 1977)
- Sucking in the Seventies (14 kwietnia 1981)
- Still Life (1 czerwca 1982)
- Rewind (1971–1984) (2 lipca 1984)
- Flashpoint (8 kwietnia 1991)
- Jump Back: The Best of The Rolling Stones (22 listopada 1993)
- Stripped (13 listopada 1995)
- No Security (2 listopada 1998)
- Forty Licks (30 września 2002)
- Live Licks (1 listopada 2004)
- Rarities 1971−2003 (21 listopada 2005)
- Shine a Light (29 września 2006)
- GRRR! (9 listopada 2012)
- HONK (19 kwietnia 2019)

## Trasy koncertowe
- 1963 – brytyjska trasa koncertowa
- 1964 – cztery brytyjskie i dwie amerykańskie trasy koncertowe
- 1965 – trzy brytyjskie, cztery europejskie, dwie północnoamerykańskie i jedna dalekowschodnia trasa koncertowa
- 1966 – brytyjska, australijska i nowozelandzka, północnoamerykańska i europejska trasa koncertowa
- 1967 – europejska trasa koncertowa
- 1969 – American Tour 1969
- 1970 – European Tour 1970
- 1971 – UK Tour 1971
- 1972 – American Tour 1972 (znana jako S.T.P. Tour)
- 1973 – Pacific Tour 1973, European Tour 1973
- 1975 – Tour of the Americas '75
- 1976 – Tour of Europe '76
- 1978 – US Tour 1978
- 1981 – American Tour 1981
- 1982 – Europen Tour 1982
- 1989–1990 – Steel Wheels/Urban Jungle Tour
- 1994–1995 – Voodoo Lounge Tour
- 1997–1998 – Bridges To Babylon Tour
- 1999 – No Security Tour/Bridges To Babylon Tour
- 2002–2003 – Licks Tour
- 2005–2007 – A Bigger Bang Tour
- 2012–2013 – 50 & Counting
- 2014 – 14 On Fire (Azja, Europa, Australia i Nowa Zelandia)
- 2015 – ZIP CODE[247] (USA, Kanada)
- 2016 – América Latina Olé Tour[248] (Ameryka Południowa)
- 2017–2020 No Filter

### Koncerty w Polsce
1. Warszawa (Sala Kongresowa), 13 kwietnia 1967 – dwa koncerty jednego dnia
2. Chorzów (Stadion Śląski), 14 sierpnia 1998
3. Warszawa (Służewiec), 25 lipca 2007[249]
4. Warszawa (PGE Narodowy), 8 lipca 2018[250]